# دایرةالمعارف کتابداری و اطلاع‌رسانی
دائرةالمعارف کتابداری و اطلاع‌رسانی یا داکا یکی از دانشنامه‌های فارسی در حوزهٔ کتابداری و اطلاع‌رسانی به سرویراستاری عباس حری و ابراهیم افشار است که ابتدا به‌شکل چاپی در دو جلد در سال‌های ۱۳۸۱ و ۱۳۸۵ منتشر شد و سپس مقاله‌های آن روی وب‌گاه کتابخانه ملی ایران قرار گرفت تا امکانِ گسترش آن فراهم شود. این کتاب در بیست‌وپنجمین دورهٔ کتاب سال به‌عنوان کتاب برگزیده معرفی شد.